# Shibley Telhami

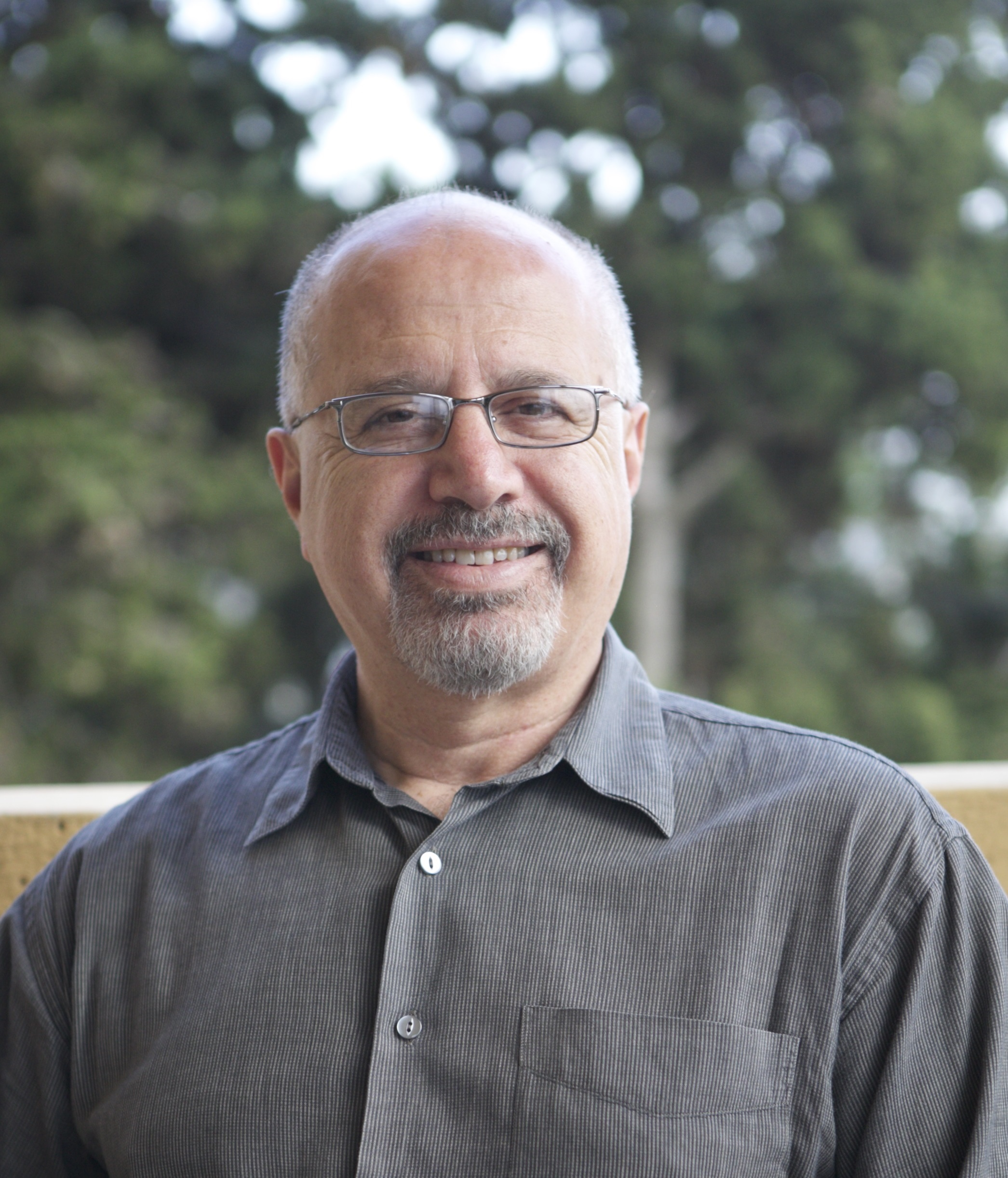
Shibley Telhami

Shibley I. Telhami (* 1951 oder 1952 in Israel) ist ein palästinensischer, aus Israel stammender US-amerikanischer Politikwissenschaftler, der sich insbesondere mit der Politik und Geschichte des Mittleren Ostens beschäftigt.

## Leben
Nach dem Schulbesuch absolvierte Telhami ein Studium der Mathematik am Queens College der City University of New York, das er 1974 mit einem Bachelor of Arts (B.A. Mathematics) abschloss. Ein darauf folgendes Studium der Philosophie und Religionswissenschaften bei der Graduate Theological Union an der University of California, Berkeley (UC Berkeley) beendete er 1978 mit einem Master of Arts (M.A. Philosophy & Religion). 1986 erwarb er schließlich einen Doctor of Philosophy (Ph.D.) an der UC Berkeley.
Im Anschluss übernahm er Professuren für Politikwissenschaften an der Ohio State University sowie der Cornell University und ist zurzeit Inhaber der Anwar as-Sadat-Professur für Frieden und Entwicklung an der University of Maryland, College Park (UMCP). Daneben engagiert sich Telhami, der Vorstandsmitglied von Human Rights Watch und Gastwissenschaftler am Woodrow Wilson International Center for Scholars ist, auch für zahlreiche andere Organisationen und Institutionen wie die Brookings Institution, den Council on Foreign Relations, Education for Employment Foundation, den Middle East Policy Council, den Pacific Council on International Policy und das United States Institute of Peace (USIP), für das er unter anderem The Sadat Lectures. Words and Images on Peace, 1997-2008 (2010) herausgegeben hatte und dessen Vorstandsmitglied er zwischen 2000 und 2002 war.
Telhami gehört zu den Unterstützern einer Wiederwahl des demokratischen US-Präsident Barack Obama.

## Veröffentlichungen
- Power and Leadership in International Bargaining: The Path to the Camp David Accords, 1990
- International Organizations and Ethnic Conflict, Mitherausgeber Milton Esman, 1995
- Identity and Foreign Policy in the Middle East, Mitherausgeber Michael Barnett, 2002
- The Stakes: America and the Middle East, Westview Press, 2003
- The Sadat Lectures. Words and Images on Peace, 1997-2008, 2010, ISBN 978-1-60127-054-2
- mit Michael Barnett, Nathan J. Brown, Marc Lynch (Hrsg.): The One State Reality: What Is Israel/Palestine? Cornell University Press, Ithaca 2023, ISBN 978-1-5017-6839-2.